# Episodi de Le avventure del bosco piccolo (seconda stagione)
La seconda stagione di Le avventure del bosco piccolo è andata in onda nel Regno Unito sul canale Children's BBC tra il 7 gennaio 1994 e il 30 marzo 1994, mentre in Italia è stata trasmessa su Rai 2 a partire dal 1994.
| nº | Titolo originale            | Titolo italiano         | Prima TV UK      |
| -- | --------------------------- | ----------------------- | ---------------- |
| 1  | A Hero's Welcome            | Benvenuto agli eroi     | 7 gennaio 1994   |
| 2  | Winter                      | Un inverno particolare  | 14 gennaio 1994  |
| 3  | Survival                    | Sopravvivenza           | 21 gennaio 1994  |
| 4  | New Enemies                 | Nuovi nemici            | 28 gennaio 1994  |
| 5  | A Joke Backfires            | Chi la fa, l'aspetti    | 4 febbraio 1994  |
| 6  | Home Is Where the Heart Is  | È tornata Primavera     | 11 febbraio 1994 |
| 7  | The Feud Begins             | Iniziano le ostilità    | 18 febbraio 1994 |
| 8  | Like Father, Like Son       | Tale padre, tale figlio | 25 febbraio 1994 |
| 9  | Narrow Escapes              | Esperienze amare        | 4 marzo 1994     |
| 10 | Shadows                     | Incontri                | 11 marzo 1994    |
| 11 | A Time of Reckoning         | Momento di riflessione  | 18 marzo 1994    |
| 12 | Blood is Thicker Than Water | Il sangue non è acqua   | 25 marzo 1994    |
| 13 | Reconciliation              | Riconciliazione         | 30 marzo 1994    |

## Benvenuto agli eroi
L'arrivo degli animali di Farthing nel Parco del Daino Bianco viene accolto con entusiasmo dalle creature della riserva, alcune delle quali faranno coppia con vari membri del gruppo. Ma cominceranno anche ad esserci alcuni segni di intolleranza verso i nuovi arrivati, soprattutto da parte delle Volpi Blu, capeggiate da Sfregiato, una volpe dall'animo crudele. In seguito ai primi screzi, gli animali di Farthing ottengono grazie al Daino un territorio tutto per loro all'interno del parco, e decidono di continuare a far valere il loro Giuramento. Nonostante ciò, Nibbio uccide per sbaglio la signora Topolina. Ci si prepara all'arrivo dei primi freddi.

## Un inverno particolare
È arrivato l'inverno, e ognuno cerca di cavarsela come può per affrontare la scarsità di cibo. Sfregiato continua a farla da padrone e a minacciare gli animali di Farthing costringendoli a restare reclusi nel loro territorio. Tasso scompare e gli altri si mettono alla sua ricerca, finché Talpa non viene avvicinato dal Gatto del guardiacaccia che lo informa che il loro amico si trova al sicuro nella casa del suo padrone; costui lo sta curando dopo averlo trovato ferito e privo di sensi nella neve. Nibbio assiste da lontano all'incontro e, interpretando male le intenzioni del Gatto nei confronti di Talpa, lo attacca con violenza, demoralizzandosi ancora di più quando scopre di aver nuovamente attaccato un amico.

## Sopravvivenza
Sfregiato batte in continuazione i confini del territorio di Farthing, arrivando anche ad introdurvisi per rendere la vita sempre più difficile agli amici di Volpe, che detesta profondamente. Minaccia e morde sul braccio Donnola, ferendola e costringendola a diventare la sua spia, poi uccide la signora Arvicola. Tasso, tornato in salute, nutre un profondo rancore verso i suoi amici che secondo lui lo hanno abbandonato nel bisogno, ma quando il Gatto vorrà vendicarsi di Nibbio lui non esiterà a salvarlo. Fatta la pace con gli altri, proporrà di cercare cibo nelle fattorie, cosa che faranno anche le volpi blu, con pessimi risultati. Sfregiato vorrà farla pagare a Volpe dopo aver visto che questi è riuscito dove lui ha fallito miseramente.

## Nuovi nemici
Il Guardiacaccia viene ricoverato in ospedale e gli animali del parco restano senza il loro protettore umano. Ad approfittare della situazione arrivano ben presto i bracconieri, che prendono di mira il branco di cervi. Volpe e i suoi amici, per aiutarli, decidono di compiere dei turni di guardia allo scopo di allertare in tempo il branco; poi Volpe escogita un piano per fare in modo che alla prossima incursione i cacciatori vengano attirati sul punto più fragile del lago ghiacciato. Ma Sfregiato, saputo il suo piano, ne approfitta per spingerlo a sua volta nel mirino dei bracconieri. Volpe si salverà e i suoi inseguitori avranno tutti una bella lezione.

## Chi la fa, l'aspetti
L'inverno sta per finire. I bracconieri, dopo lo smacco subìto, si sono intestarditi a voler acciuffare anche le volpi. Sfregiato considera Volpe la causa di tutti i guai. I cervi decidono di intervenire loro stessi contro i nemici umani, attaccandoli in massa e mettendoli in fuga. Poi torna finalmente il guardiacaccia, ma i bracconieri non si sono arresi; al loro ennesimo ritorno Volpe li attirerà allora fino alla casa dell'uomo, che li farà arrestare. Intanto Volpe e Volpina hanno dato alla luce quattro cuccioli.

## È tornata Primavera
Il Parco del Daino Bianco pullula di nuova vita. Volpe e Volpina sono impegnati ad educare i loro figli che crescono velocemente in età animale. Con l'aumentare delle volpi rosse aumenta anche il clima di tensione con le volpi blu. Anche Sfregiato ha avuto dei piccoli dalla sua compagna, ma teme che non siano degni di tenere alta la supremazia del branco. Intanto giunge la notizia che Talpa è morto per il freddo invernale. Rospo si risveglia dal letargo totalmente preso dall'istinto di dover ritornare al Bosco di Farthing, ma verrà catturato da un bambino. Gli altri riusciranno a liberarlo e lui tornerà in sé grazie all'incontro con una rospetta del parco che diverrà la sua compagna.

## Iniziano le ostilità
Tasso, non sapendo della morte del suo amico Talpa, scambia suo figlio per quest'ultimo. Il figlio accetterà di fingersi suo padre per non dargli dispiaceri. Una dei figli di Volpe, Sognatrice, viene trovata uccisa. Volpe non ha dubbi su chi sia il colpevole. Suo figlio Audace, disobbedendogli, decide con incoscienza di andare a vendicare la sorella affrontando le volpi blu, che subito lo catturano. Volpe accorre in suo aiuto non sapendo che il figlio è già riuscito a scappare, e si ritrova a sua volta intrappolato dalla banda di Sfregiato. Si salva grazie all'intervento del Daino, avvertito dalle donnole. Alla fine della disavventura rimprovera aspramente il figlio che deciderà seduta stante di lasciare il Parco del Daino Bianco.

## Tale padre, tale figlio
Audace si avventura al di fuori dei confini del parco e farà amicizia con Ombrosa, un tasso che lui riuscirà a salvare dalla morsa di una tagliola, ferendosi però a un occhio. In seguito sarà anche azzoppato dallo sparo di un cacciatore. Al Parco del Daino Bianco sua sorella Delizia conosce Ranger, il figlio di Sfregiato, dall'animo buono e leale all'opposto del padre; quest'ultimo intanto torna a colpire, facendo della signora Lepre la sua ultima vittima. Volpe, sapendo che il rivale l'ha uccisa proprio perché era un membro del suo gruppo anche se lei e il compagno non vivevano nel territorio di Farthing, decide dunque di sistemarlo una volta per tutte incaricando Vipera di toglierlo di mezzo; purtroppo commette l'errore di inviarle le donnole come portavoce, per di più affidando loro un messaggio poco esplicito che dice: "chiunque riuscirà a liberare Volpe dalla Volpe Blu gli renderà un enorme servizio", e come risultato Vipera capirà di dover mordere una qualunque volpe blu. Compiuta questa azione, la vendetta di Sfregiato sarà inevitabile.

## Esperienze amare
Sfregiato è deciso a passare al contrattacco con gli animali di Farthing dopo l'uccisione di uno dei suoi figli da parte di Vipera. Ranger, opponendosi ai piani bellicosi del padre, cerca di placarlo senza riuscirci. Le donnole vengono perseguitate da tutti gli altri per lo sbaglio commesso, mentre Vipera viene seriamente minacciata da Sfregiato, che riesce solo a strapparle un pezzo di coda. Intanto Audace, divenuto inabile, cerca di procacciarsi il cibo nei pollai con esiti disastrosi. Su consiglio del suo amico Corvo decide infine di tentare la fortuna recandosi in città.

## Incontri
L'amore è nell'aria. Volpe viene a sapere da suo figlio Socievole che Delizia e Ranger si sono innamorati, e dopo un iniziale disappunto, accetterà di incontrare Ranger per conoscere le sue posizioni riguardo alla disputa fra i loro due branchi, che sono molto diverse da quelle di Sfregiato. Quest'ultimo continua a perseguitare Vipera. In città, Audace incontra una volpina di nome Bisbiglio, che diventa la sua compagna. Ma a nuovi incontri si contrappongono gli addii: il vecchio Tasso muore.

## Momento di riflessione
Durante l'inverno, Audace riesce a sopravvivere grazie al sostegno di Bisbiglio, di Corvo e del suo nuovo amico Rollo, un cane San Bernardo. Bisbiglio, scoprendo di essere in dolce attesa, lo spinge a trasferirsi al Parco del Daino Bianco per la sicurezza dei cuccioli. Audace accetta di malavoglia e si trova quindi a dover fare i conti con il suo passato. Il faticoso viaggio di ritorno lo indebolirà ulteriormente. Al parco Volpina incontra Lady Blue, la compagna di Sfregiato; tra le due scoppia una violenta lotta e Volpe deciderà che è arrivato il momento di passare allo scontro diretto con il nemico.

## Il sangue non è acqua
Anche per Sfregiato è ormai guerra aperta; ha deciso di stanare e annientare tutti gli animali di Farthing insieme alla sua banda. Volpe e gli altri vengono a sapere dei suoi piani grazie all'avvertimento di Ranger, e così si rifugiano tutti nella tana di Volpe, in stato di allerta. All'arrivo del branco di Sfregiato, il nostro eroe gli propone un duello corpo a corpo per stabilire chi è il più forte. La lotta viene però interrotta dall'arrivo del guardiacaccia. Volpe è sul punto di finire Sfregiato, ma gli risparmia la vita accontentandosi di avergli già dato una lezione definitiva. Ma Vipera ha ben altre intenzioni nei confronti dell'odiata volpe blu.

## Riconciliazione
Nonostante abbia perso le forze, Sfregiato non rinuncia a imporre la sua presenza e sbrana la signora Coniglio. Ma poi verrà ucciso da Vipera che, togliendolo di mezzo una volta per tutte, compie la sua vendetta. La notizia si diffonde a macchia d'olio per tutta la riserva. Audace, ridotto allo stremo dai suoi acciacchi, arriva con Bisbiglio ai confini del Parco ma si ferma lì, mentre la compagna si reca da Volpe e Volpina per informarli sulle sue condizioni. I due faranno giusto in tempo a raggiungere il figlio per dirgli addio e vederlo morire. Gli promettono che si prenderanno cura dei suoi piccoli. L'unione tra Delizia e Ranger, approvata finalmente da Volpe, porterà la pace tra gli animali della riserva e nuove speranze illuminano il futuro nel Parco del Daino Bianco.